# Likino-Douliovo
Likino-Douliovo (en russe : Ликино́-Дулёво) est une ville de l'oblast de Moscou, en Russie, dans le raïon Orekhovo-Zouïevski. Sa population s'élevait à 30 683 habitants en 2014.

## Géographie
Likino-Douliovo est située à 84 km à l'est de Moscou.

## Histoire
La commune urbaine de Likino-Douliovo a été formée en 1930 par la fusion de Likino et de Douliovo. Elle a le statut de ville depuis 1937. Les autobus urbains de marque LiAZ fabriqués dans la ville depuis 1959 étaient universellement connus dans l'ancienne Union soviétique.

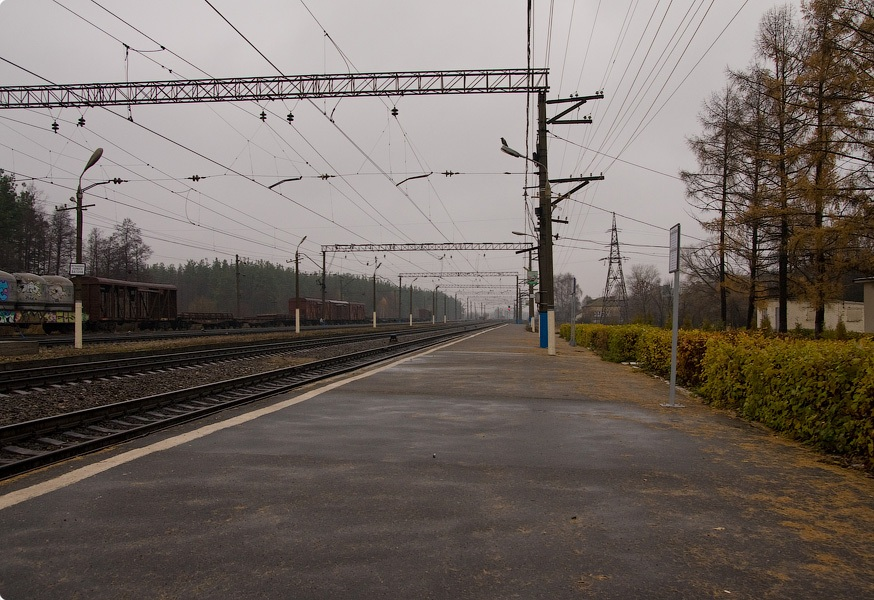
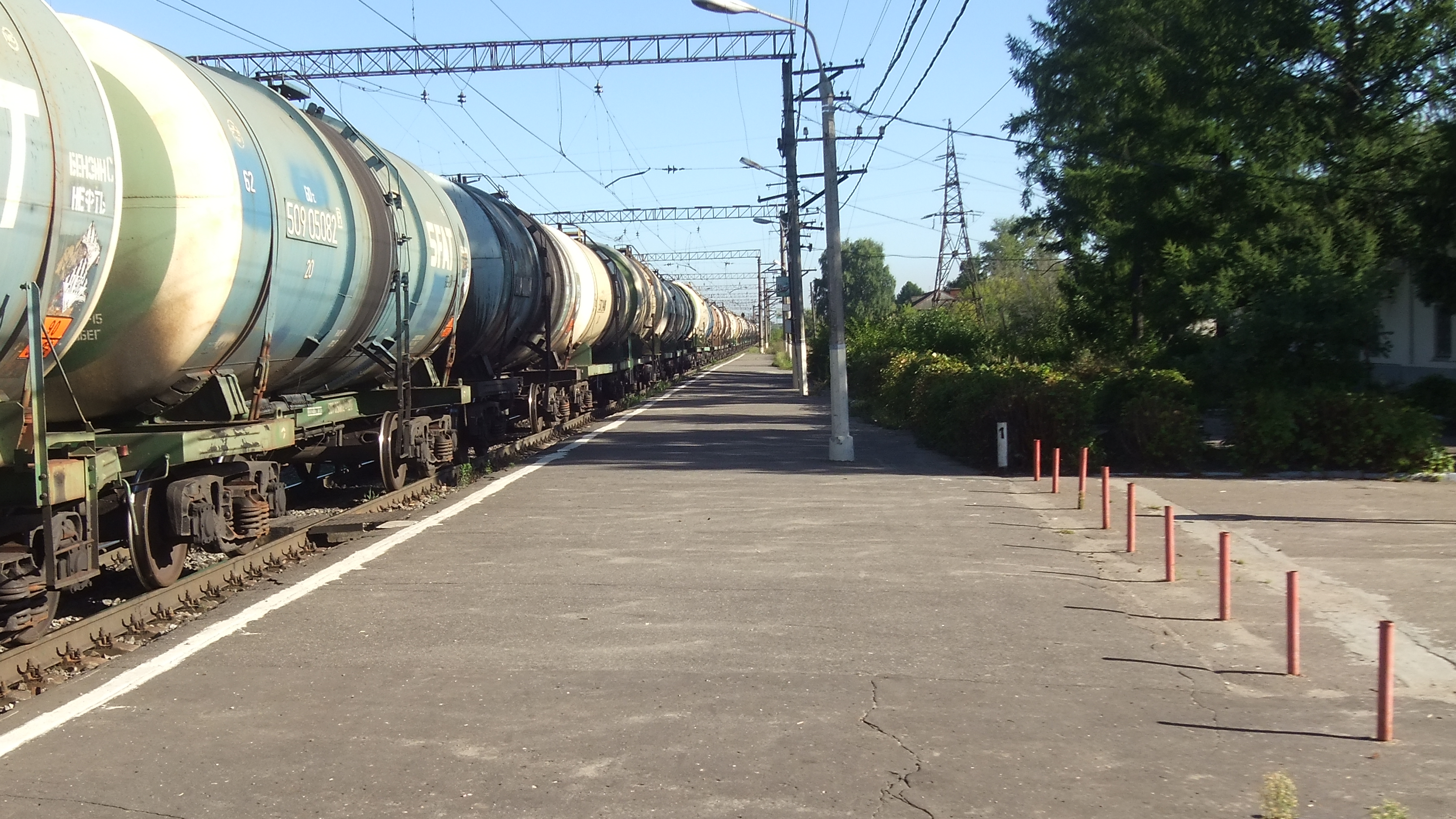

## Population
Recensements (*) ou estimations de la population
| 1926*  | 1931   | 1937   | 1939*  | 1959*  | 1970*  |
| ------ | ------ | ------ | ------ | ------ | ------ |
| 11 322 | 12 300 | 17 200 | 18 490 | 24 612 | 27 521 |

| 1979*  | 1989*  | 2002*  | 2010*  | 2013   | 2014   |
| ------ | ------ | ------ | ------ | ------ | ------ |
| 31 793 | 34 206 | 31 440 | 31 321 | 30 927 | 30 683 |

## Économie
Les principales entreprises de la ville sont :

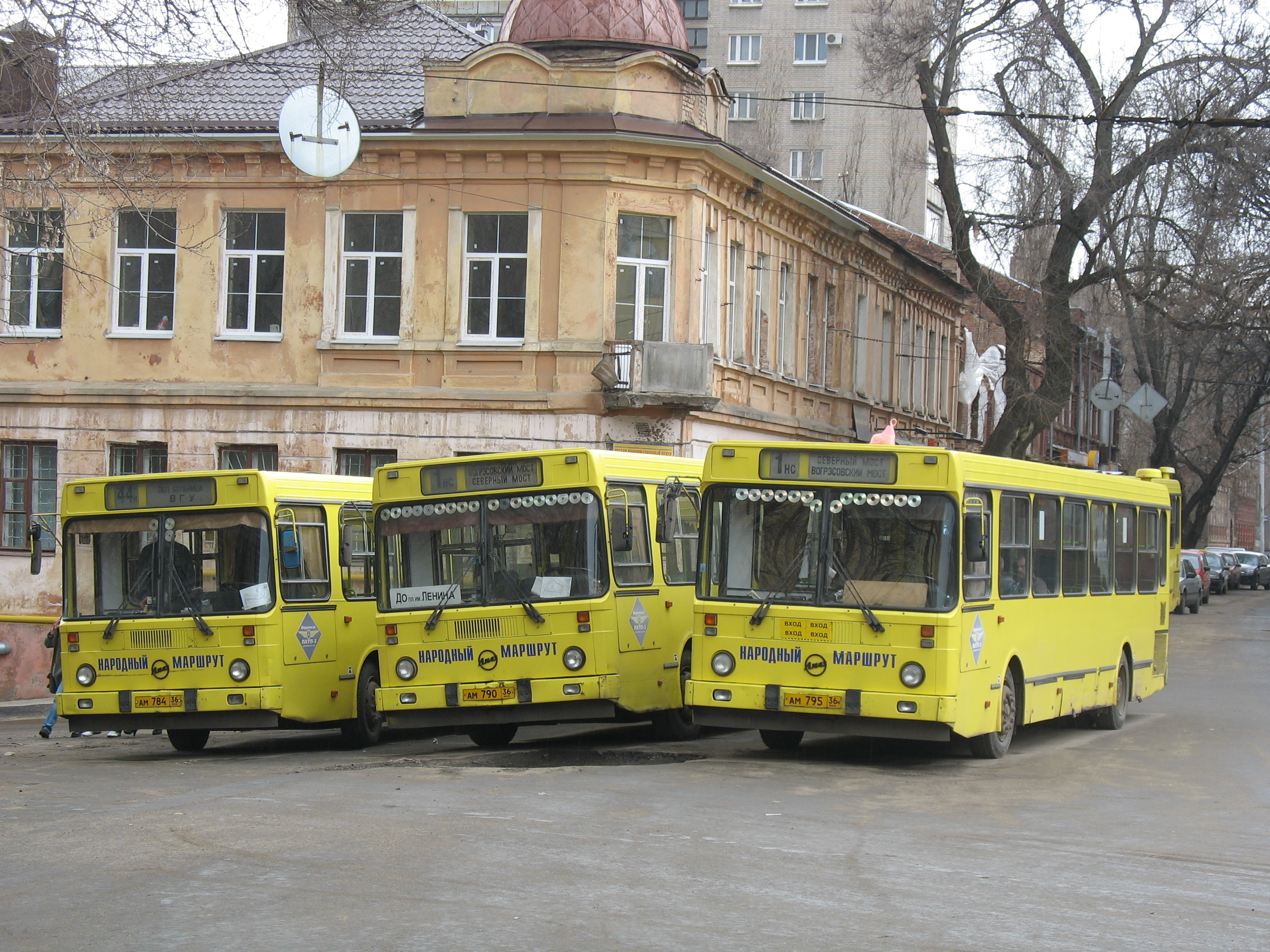
Autobus de la marque LiAZ.

- LiAZ pour OAO Likinski avtobousny zavod (en russe : ОАО Ликинский автобусный завод), en abrégé LiAZ (ЛиАЗ). En 1933 est décidée la construction d'une usine pour la fabrication de panneaux isolants en bois dont la production commence deux ans plus tard. En 1945, l'usine devient l'usine de construction mécanique de Likino (LiMZ) et produits des équipements pour l'exploitation forestière ; elle emploie alors plus d'un millier de personnes. En 1959, l'usine subit une nouvelle transformation, devenant l'usine d'autobus de Likino (LiAZ). La production annuelle atteint 10 000 autobus dans les années 1970. Le modèle LiAZ-677 est ainsi produit à plus de 200 000 exemplaires. Après la dislocation de l'Union soviétique, la situation économique de LiAZ se détériore et elle frôle la faillite. Filiale du groupe GAZ depuis 2005, elle est modernisée et fabrique des autobus qui équipent Moscou, Saint-Pétersbourg et de nombreuses villes de Russie[2].

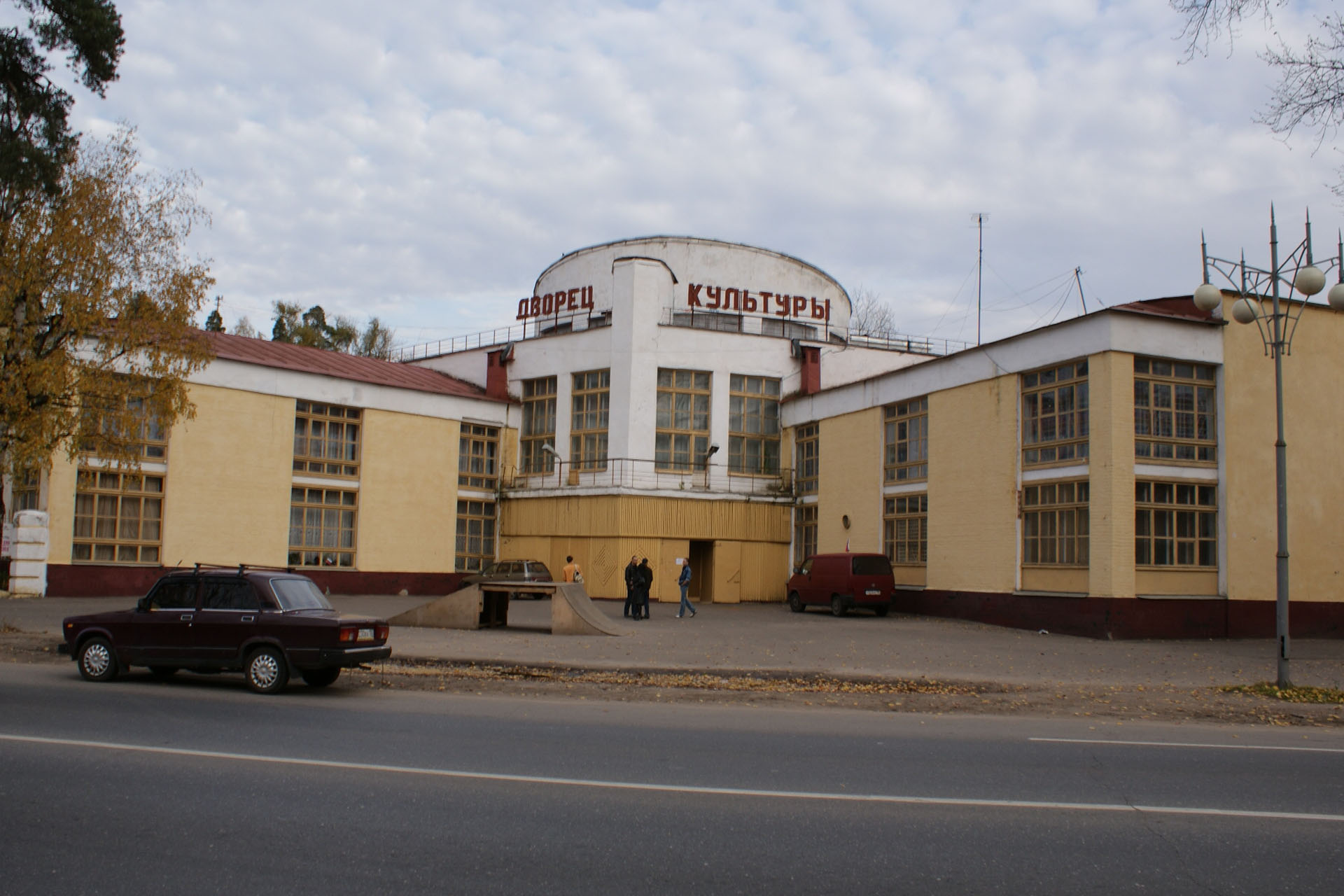
ZAO Doulevski farforo

- ZAO Doulevski farforo (en russe : ЗАО Дулевский фарфор) : fondée en 1832, elle fabrique de la vaisselle en porcelaine et emploie trois mille personnes[3].

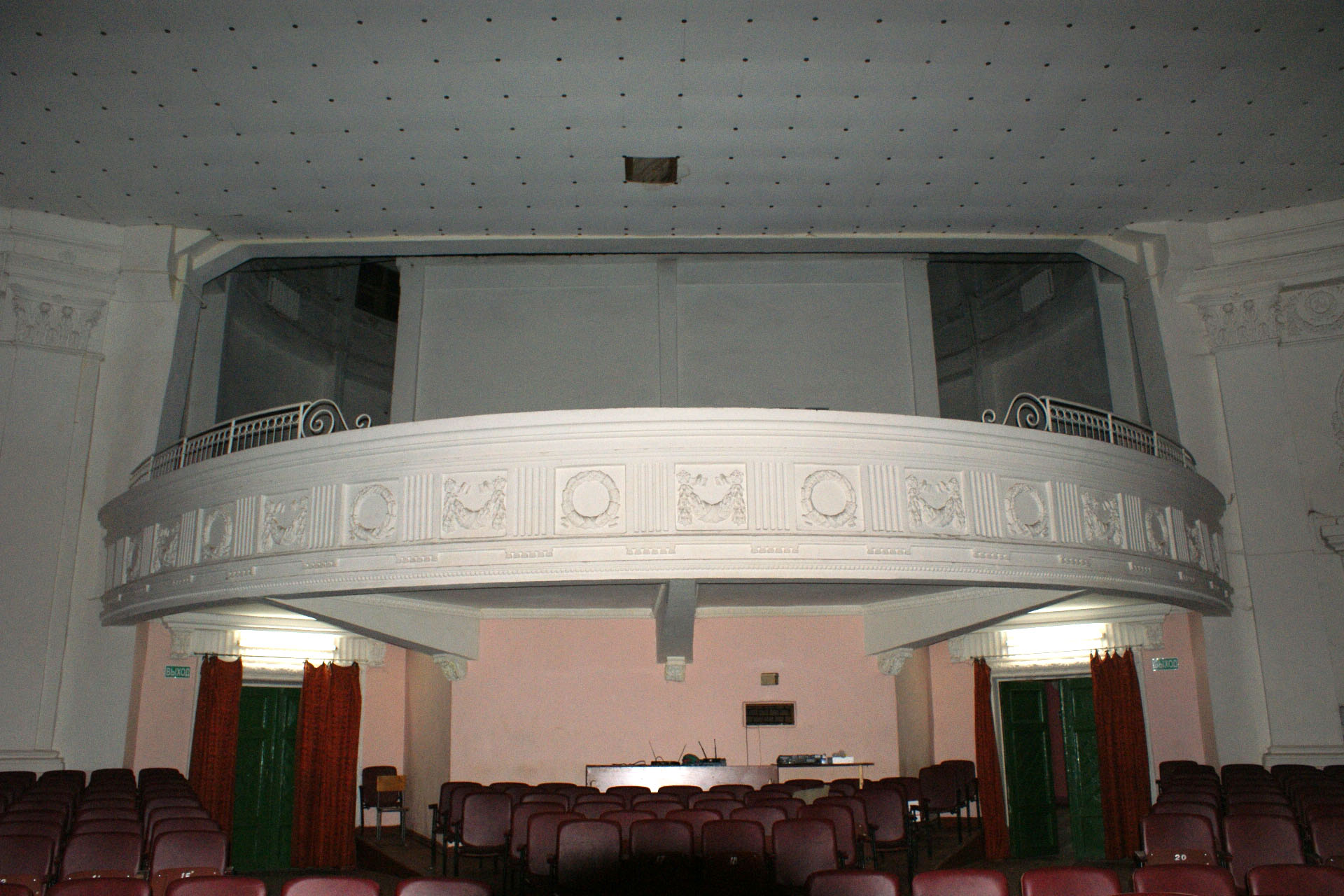